# Cidreira (kommun)
Cidreira är en kommun i Brasilien.   Den ligger i delstaten Rio Grande do Sul, i den södra delen av landet, 1 600 km söder om huvudstaden Brasília. Antalet invånare är 12 654.
Följande samhällen finns i Cidreira:
- Cidreira

Omgivningarna runt Cidreira är en mosaik av jordbruksmark och naturlig växtlighet. Runt Cidreira är det ganska glesbefolkat, med 42 invånare per kvadratkilometer.